# Going Back Home (album de Wilko Johnson et Roger Daltrey)
Pour l’article homonyme, voir Going Back Home.
Going Back Home est un album studio collaboratif de Wilko Johnson (ancien guitariste de Dr. Feelgood) et Roger Daltrey (chanteur de The Who) en 2014. L'album comporte dix chansons originales de Johnson et une reprise de Can You Please Crawl Out Your Window de Bob Dylan.
L'album entre dans le UK Albums Chart en troisième place. C'est le meilleur classement pour Daltrey depuis l'album Face Dances des Who (deuxième place en 1981). Pour Johnson, son dernier succès majeur dans ce classement date de 1976 avec l'album live Stupidity de Dr Feelgood qui atteint la première place.

## Contexte
Johnson et Daltrey décident de travailler ensemble après s'être vus à une cérémonie de remise de prix en 2010 où ils sont assis côte à côte, aboutissant rapidement à une amitié. Daltrey dira alors « It turned out we both loved Johnny Kidd & The Pirates […] They’d been a big influence on both our bands. That heavy power trio sound, backing up a singer; it’s a British institution. No-one does that better than us. » (Il s'est avéré que nous aimions tous les deux Johnny Kidd & The Pirates […] Ils avaient eu une grande influence sur nos deux groupes. Ce son lourd de power trio, derrière un chanteur; c'est une institution britannique. Personne ne le fait mieux que nous.).
Johnson est diagnostiqué d'un cancer du pancréas en janvier 2013 mais se sent assez bien pour continuer la collaboration avec Daltrey, lorsque The Who termine sa tournée mondiale. Going Back Home est enregistré en l'espace d'une semaine en novembre 2013. Selon Johnson « Roger jumped up and said, « Let’s do it. » He knew this lovely little studio called Yellow Fish in Uckfield. Unfortunate name for a place, but a great studio. » (Roger s'est levé d'un bond et a dit : « Faisons-le. » Il connaissait ce charmant petit studio appelé Yellow Fish à Uckfield. Malheureux nom pour un endroit, mais superbe studio). La liste de titres de l'album est révélée le 22 février 2014. Roger Daltrey décide de faire don de ses royalties sur l'album à une œuvre caritative de lutte contre le cancer.
Certains des musiciens qui travaillent avec Johnson et Daltrey sont des membres de The Blockheads : Dylan Howe (ancien membre) et Norman Watt-Roy (qui travailla aussi sur l'album de 1984 Parting Should Be Painless de Daltrey) ainsi que l'ancien claviériste de The Style Council, Mick Talbot.

## Liste des titres

### Version standard
Tous les titres sont écrits par Wilko Johnson, sauf ceux dont l'auteur est mentionné.
| No             | Titre                                                                    | Durée |
| -------------- | ------------------------------------------------------------------------ | ----- |
| 1.             | Going Back Home (Wilko Johnson / Mick Green)                             | 4:00  |
| 2.             | Ice on the Motorway                                                      | 2:50  |
| 3.             | I Keep It to Myself                                                      | 3:21  |
| 4.             | Can You Please Crawl Out Your Window? (Bob Dylan)                        | 3:37  |
| 5.             | Turned 21                                                                | 3:06  |
| 6.             | Keep On Loving You (Wilko Johnson / Norman Watt-Roy / Salvatore Ramundo) | 2:57  |
| 7.             | Some Kind of Hero                                                        | 2:25  |
| 8.             | Sneaking Suspicion                                                       | 3:45  |
| 9.             | Keep It Out of Sight                                                     | 2:43  |
| 10.            | Everybody's Carrying a Gun                                               | 2:55  |
| 11.            | All Through the City                                                     | 2:50  |
| Durée totale : | Durée totale :                                                           | 34:29 |

### Version Deluxe
En novembre 2014 l'album sort en version Deluxe avec un second CD comportant 18 titres supplémentaires.
Les chansons 6 à 11 ont été enregistrées en concert par le Wilko Johnson Band au Shepherd's Bush Empire le 25 février 2014.
Les chansons 12 à 18 ont été enregistrées en concert par Wilko Johnson et Roger Daltrey au Royal Albert Hall en 2014 pour le Teenage Cancer Trust (pistes 12 à 16) et au Shepherd's Bush Empire le 25 février 2014 (chansons 17 et 18).
Toutes les chansons sont écrites et composées par Wilko Johnson sauf mentions.
| 1.  | Muskrat                                                         | - Merle Travis - Harold Hensley - Texan Ann | 2:51 |
| 2.  | Some Kind of Hero (Wilko Version)                               |                                             | 2:26 |
| 3.  | Keep On Loving You (Wilko Version)                              | - Johnson - Watt-Roy - Ramundo              | 2:58 |
| 4.  | Turned 21 (Wilko Version)                                       |                                             | 3:07 |
| 5.  | Going Back Home (Radio Edit)                                    | - Johnson - Green                           | 3:17 |
| 6.  | All Right (Wilko Johnson Band Live)                             |                                             | 3:44 |
| 7.  | Barbed Wire Blues (Wilko Johnson Band Live)                     |                                             | 4:33 |
| 8.  | The More I Give (Wilko Johnson Band Live)                       |                                             | 3:37 |
| 9.  | Dr. Dupree (Wilko Johnson Band Live)                            | - Johnson - Hugo Williams                   | 4:15 |
| 10. | When I'm Gone (Wilko Johnson Band Live)                         |                                             | 8:40 |
| 11. | Roxette (Wilko Johnson Band Live)                               |                                             | 5:54 |
| 12. | Going Back Home (Wilko Johnson / Roger Daltrey Live)            | - Johnson - Green                           | 4:22 |
| 13. | I Keep It to Myself (Wilko Johnson / Roger Daltrey Live)        |                                             | 3:21 |
| 14. | Keep On Loving You (Wilko Johnson / Roger Daltrey Live)         | - Johnson - Watt-Roy - Ramundo              | 3:26 |
| 15. | Sneaking Suspicion (Wilko Johnson / Roger Daltrey Live)         |                                             | 4:17 |
| 16. | All Through the City (Wilko Johnson / Roger Daltrey Live)       |                                             | 2:57 |
| 17. | Everybody's Carrying a Gun (Wilko Johnson / Roger Daltrey Live) |                                             | 4:31 |
| 18. | Some Kind of Hero (Wilko Johnson / Roger Daltrey Live)          |                                             | 3:32 |

## Musiciens
- Wilko Johnson - Guitare solo
- Roger Daltrey - Chant, guitare acoustique
- Norman Watt-Roy - Basse
- Mick Talbot - Piano, orgue Hammond
- Steve Weston - Harmonica
- Dylan Howe - Batterie, percussion

## Classements hebdomadaires
| Classement (2014)                  | Meilleure place |
| ---------------------------------- | --------------- |
| Belgique (Flandre Ultratop)        | 97              |
| Belgique (Wallonie Ultratop)       | 46              |
| Espagne (Promusicae)               | 57              |
| Finlande (Suomen virallinen lista) | 29              |
| France (SNEP)                      | 117             |
| Royaume-Uni (UK Albums Chart)      | 3               |
| Suisse (Schweizer Hitparade)       | 56              |

## Certifications
| Pays              | Certfications |
| ----------------- | ------------- |
| Royaume-Uni (BPI) | Or            |

## Sources
- (en) Cet article est partiellement ou en totalité issu de l’article de Wikipédia en anglais intitulé « Going Back Home (Wilko Johnson and Roger Daltrey album) » (voir la liste des auteurs).